# Christian Theede

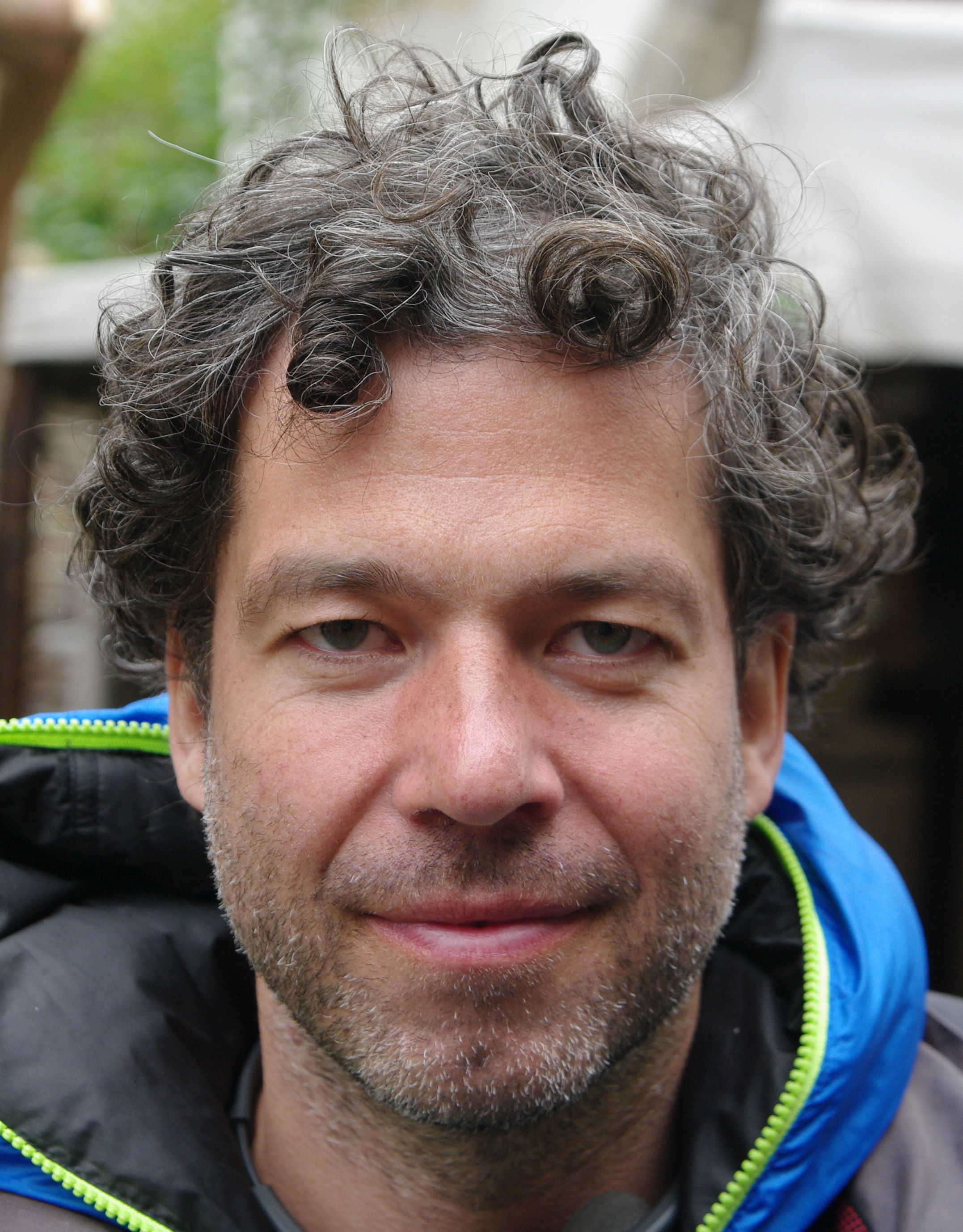
Christian Theede, 2014

Christian Theede (* 1972 in Flensburg) ist ein deutscher Regisseur und Autor.

## Leben
Seinen ersten Spielfilm drehte Theede bereits als Schüler des Alten Gymnasiums in Flensburg. So wurde sein Debütfilm, der Science-Fiction-Film Freddy, im Palast-Theater in Flensburg-Jürgensby uraufgeführt und war in der Videofassung lange Zeit über die Stadtbibliothek Flensburg ausleihbar. Nach dem Abitur begann Theede zunächst ein Studium der Literatur- und Theaterwissenschaften in Tübingen. Er wechselte dann aber an die Fachhochschule Dortmund, wo er Film- und Fernsehkamera studierte und begann bald mit professionellen Produktionen, zumeist für das Fernsehen. Seinen Abschluss machte er im Jahr 2000 bei Adolf Winkelmann.
Teilweise erfahren seine zum Teil sehr erfolgreichen Produktionen auf DVD eine Zweitverwertung. Theede führte Regie in einigen Märchenfilmen der ARD-Filmreihe Sechs auf einen Streich.

## Filmografie (Auswahl)

### Regisseur
- 2000: Der Zufall und das Ende
- 2006: Fotos - Giganten (Musikvideo)[3]
- 2008: Gonger – Das Böse vergisst nie
- 2008: Die Gerichtsmedizinerin: Mord nach Stundenplan
- 2008: Das tapfere Schneiderlein
- 2009: Kill Your Darling
- 2009: Der gestiefelte Kater
- 2010–2011: Countdown – Die Jagd beginnt (6 Folgen)
- 2010: Der Meisterdieb
- 2011: Buschpiloten küsst man nicht
- 2012: Allerleirauh
- 2013: Im weißen Rössl – Wehe Du singst!
- 2013: Vom Fischer und seiner Frau
- 2014: Till Eulenspiegel
- 2015: Die Tote aus der Schlucht
- 2015: Hans im Glück
- 2017: Die Pfefferkörner und der Fluch des Schwarzen Königs
- 2017: Nord Nord Mord – Clüver und die tödliche Affäre
- 2017: Allein gegen die Zeit
- 2018: Tatort: Mord ex Machina
- 2019: Nord bei Nordwest – Gold!
- 2019: Sarah Kohr – Das verschwundene Mädchen
- 2020: Tatort: Das fleißige Lieschen
- 2020: Die Pfefferkörner und der Schatz der Tiefsee
- 2021: Tatort: Der Herr des Waldes
- 2021: Der Dänemark-Krimi: Rauhnächte (Filmreihe)
- 2021: Sarah Kohr – Stiller Tod
- 2022: Die Toten vom Bodensee – Das zweite Gesicht (Fernsehreihe)
- 2022: Die Toten vom Bodensee – Unter Wölfen (Fernsehreihe)
- 2023: Hotel Barcelona (Fernsehzweiteiler)
- 2023: Das Quartett: Tödliche Lieferung
- 2023: Das Quartett: Mörderischer Pakt
- 2024: Tatort: Der Fluch des Geldes
- 2024–2025: Dr. Nice (Fernsehserie)

### Drehbuchautor
- 2008: Gonger – Das Böse vergisst nie

### Produzent
- 2000: Der Zufall und das Ende

### Kamera und Filmschnitt
- 1990: Dialog
- 2009/2010: Flensburg, Minnesota[4][5]